# Smilacaceae
Smilacaceae é constituída por dois gêneros, Heterosmilax e Smilax.  Heterosmilax com predominância em regiões tropicais e raro ter ocorrência em regiões temperadas, é constituída por cerca de 11 espécies sua ocorrência é no sudeste da Ásia. O maior gênero, com aproximadamente 300 espécies é o Smilax, é o único gênero representado no Brasil com 31 espécies catalogadas que habitam principalmente formações vegetais florestais e tem uso popularmente medicinal.

## Diversidade Taxonômica
Smilacaceae é uma família de plantas da ordem Liliales que inclui 315 espécies distribuídas em dois gêneros (Smilax e  Heterosmilax). Família de distribuição predominantemente tropical e subtropical. No Brasil Smilax é popularmente conhecida como salsaparrilha ou japecanga as quais ocorrem em bordas de florestas menos úmidas, particularmente em cerradões e florestas estacionais.

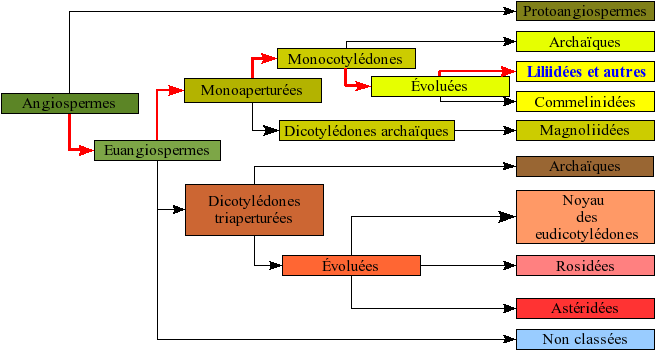

## Gêneros
Heterosmilax (11 spp.) 
Smilax (300 spp.) 

## Morfologia
Na família Smilacaceae existem representantes com características lianas lenhosas ou herbáceas e com raros representantes de ervas, subarbustos ou arbustos. O sistema subterrâneo é rizomatoso ou do tipo rizóforo. A morfologia do caule é aculeados e suas folhas são alternas ou raramente opostas; 3-7 nervadas; reticuladas; pecioladas; dotadas de um par de gavinhas inseridas na junção do pecíolo com a bainha. A inflorescências são axilares; em cimas umbeliformes, racemos, espigas ou panículas. Em relação as flores observam-se a maioria indivíduos dióicos; díclinas, raro monóclinas; trímeras; perigônio com 6 tépalas, em dois verticilos, livres ou raramente unidas; estames 3, 6 ou 18, com filetes livres ou unidos; ovário súpero, tricarpelar, trilocular, 1-2 óvulos por lóculo; estiletes curtos com 3 estigmas; estaminódios 3-6. Frutos bagas; sementes 1-6. Frutos do tipo baga, globosos ou piriformes (ANDREATA, 2015). 

## Hábito de vida
Encontrada como arbusto, liana, trepadeira e subarbusto

## Espécies brasileiras
Apenas o gênero Smilax é encontrado no Brasil, sendo reconhecidas 19 espécies endêmicas, popularmente conhecidas como salsaparrilha ou japecanga as quais ocorrem em bordas de florestas menos úmidas, particularmente em cerradões e florestas estacionais. Em geral, essas plantas têm uso medicinal.

## Classificação

###### Gênero Smilax
Smilax catalonica Poir.
Smilax goetzeana Engl.
Smilax conferta Jord.
Smilax platyphylla Jord.
Smilax picta K.Koch
Smilax intricatissima Jord.
Smilax variabilis Pers.
Smilax nigra Willd.
Smilax willkommii Gand.
Smilax saxicola Gand.
Smilax sagittifolia G.Lodd.
Smilax aspera nigra (Willd.) A.DC.
Smilax aspera perrottetiana A.DC.
Smilax tetragona L.f.
Smilax sagittata Desv. ex Ham.
Smilax rigida Sol. ex Sm.
Smilax pendulina Lowe
Smilax oxycarpa Jord.

## Domínios
As plantas da família Smilacaceae  estão distribuídas nas seguintes regiões brasileiras, Amazônia com 9 espécies, Caatinga, Cerrado, Mata Atlântica, Pampa e Pantanal.

## Ocorrências confirmadas no Brasil
Norte (Acre, Amazonas, Amapá, Pará, Rondônia, Roraima, Tocantins)
Nordeste (Alagoas, Bahia, Ceará, Maranhão, Paraíba, Pernambuco, Piauí, Rio Grande do Norte)
Centro-Oeste (Distrito Federal, Goiás, Mato Grosso do Sul, Mato Grosso)
Sudeste (Espírito Santo, Minas Gerais, Rio de Janeiro, São Paulo)
Sul (Paraná, Rio Grande do Sul, Santa Catarina)